# Don't F**k with Cats: Hunting an Internet Killer
Don't F**k with Cats: Hunting an Internet Killer (tạm dịch: Đừng đùa với mèo: Săn lùng kẻ sát nhân trên mạng) là loạt phim tài liệu tội phạm có thật nói về một cuộc săn lùng kẻ sát nhân trực tuyến. Loạt phim được đạo diễn bởi Mark Lewis và được phát hành trên Netflix vào ngày 18 tháng 12 năm 2019. Nội dung phim tường thuật lại các sự kiện đã diễn ra bắt đầu từ một cuộc điều tra nghiệp dư bởi những người dùng mạng xã hội đối với các hành vi ngược đãi động vật của Luka Magnotta cho đến đỉnh điểm là vụ án mạng Lâm Tuấn. Đây là một trong số năm bộ phim tài liệu được xem nhiều nhất trên Netflix năm 2019.

## Cốt truyện
Ba tập phim tài liệu theo chân một nhóm thám tử mạng nghiệp dư - những người đã phát động một cuộc tìm kiếm tên sát nhân có tên Luka Magnotta sau khi hắn đạt được sự nổi tiếng trên phạm vi toàn cầu vào năm 2010 do đăng tải một video lên YouTube có tiêu đề 1 boy 2 kittens, trong đó quay lại cảnh tự tay giết chết hai chú mèo con bằng máy hút chân không. Magnotta sau đó đã bị kết án vì giết du học sinh người Trung Quốc là Lâm Tuấn và đăng tải video ghi lại cảnh giết người lên mạng vào năm 2012.

## Diễn viên
| Diễn viên        | Vai trò                                                     | Các tập |
| ---------------- | ----------------------------------------------------------- | ------- |
| John Green       | Thám tử mạng nghiệp dư                                      | 3 tập   |
| Deanna Thompson  | Thám tử mạng nghiệp dư được biết đến với tên "Baudi Moovan" | 3 tập   |
| Claudette Hamlin | Cảnh sát thành phố Montreal                                 | 2 tập   |
| Antonio Paradiso | Cảnh sát thành phố Montreal                                 | 2 tập   |
| Anna Yourkin     | Mẹ của Luka Magnotta                                        | 2 tập   |
| Benjamin Xu      | Bạn thân của Lâm Tuấn                                       | 2 tập   |
| Marc Lilge       | Cảnh sát Berlin                                             | 2 tập   |
| Mike Nadeau      | Người dọn dẹp vệ sinh                                       | 1 tập   |
| Joe Panz         | Mục sư                                                      | 1 tập   |
| Joe Warmington   | Nhà báo làm việc tại Toronto Sun                            | 1 tập   |
| Henri            | Cảnh sát ngầm người theo dõi Magnotta                       | 1 tập   |
| Romeo Salta      | Luật sư                                                     | 1 tập   |
| Kadir Anlayisli  | Nhân viên quán cà phê internet                              | 1 tập   |
| Joel Watts       | Bác sĩ tâm lý                                               | 1 tập   |

## Tiếp nhận
Hai tuần sau khi ra mắt, loạt phim tài liệu đã nhanh chóng trở thành một trong năm bộ phim tài liệu được xem nhiều nhất của Netflix năm 2019. Trang web tổng hợp phê bình Rotten Tomatoes cho kết quả đánh giá là 67% dựa trên 7 bài phê bình với điểm đánh giá trung bình 8/10, nhận xét: "Don't F**k With Cats có một câu chuyện hấp dẫn, nhưng mục đích đáng nghi vấn và cách kể chuyện hỗn độn của bộ phim đã khiến nó trở thành món hàng khó bán cho bất kỳ ai, trừ những kẻ là tội phạm thực sự".

## Giải thưởng
| Năm  | Giải thưởng                             | Hạng mục                              | (Người) đề cử                                                 | Kết quả   | Tham khảo   |
| ---- | --------------------------------------- | ------------------------------------- | ------------------------------------------------------------- | --------- | ----------- |
| 2020 | British Academy Television Awards       | Series tài liệu thực tế hay nhất      | Mark Lewis, Felicity Morris, Michael Harte và Dimitri Doganis | Đề cử     | [ 8 ] [ 9 ] |
| 2020 | British Academy Television Craft Awards | Đạo diễn xuất sắc nhất: Phim tài liệu | Mark Lewis                                                    | Đề cử     | [ 8 ] [ 9 ] |
| 2020 | British Academy Television Craft Awards | Biên tập xuất sắc nhất: Phim tài liệu | Michael Harte                                                 | Đoạt giải | [ 8 ] [ 9 ] |
| 2020 | Primetime Creative Arts Emmy Awards     | Biên kịch xuất sắc cho phim tài liệu  | Mark Lewis                                                    | Đoạt giải | [ 8 ] [ 9 ] |